# Китти Гордон
Ки́тти Го́рдон (англ. Kitty Gordon; 22 апреля 1878, Фолкстон, Кент — 26 мая 1974, Брентвуд, Нью-Йорк) — англо-американская актриса театра и немого кино.

## Биография
Констанс Минни Блейдс (настоящее имя актрисы) родилась 22 апреля 1878 года в городе Фолкстон (Англия). Отец был полковником, служил в Королевской артиллерии. Впервые на сцене девушка появилась в марте 1901 года в театре «Шафтсбери» (тогда назывался «Театр принца») в Бристоле в постановке «Сан Той». В 1903 году Китти Гордон (такой сценический псевдоним она себе взяла) сыграла в комической опере «Герцогиня Данцикская»; в 1907 году — в музыкальной комедии «Три поцелуя». В 1909 году Гордон уплыла в Нью-Йорк, где продолжила выступать на театральных подмостках, в том числе до 1916 года неоднократно играла в бродвейских театрах. В октябре 1911 года исполнила главную роль в мюзикле Виктора Херберта «Чародейка», написанном специально под неё, на сцене Нью-йоркского театра.
В 1916 году состоялся дебют актрисы в кинематографе, но особого успеха в этой сфере она не добилась: появившись за три года в двадцати одном фильме, она оставила карьеру киноактрисы.
Китти Гордон скончалась 26 мая 1974 года в доме престарелых в городке Брентвуд (штат Нью-Йорк) в возрасте 96 лет. Похоронена на кладбище «Кенсико» в городке Валхалла.

### Личная жизнь
Китти Гордон была замужем четыре раза:
1. Максвелл Джеймс. Брак заключён в 1900 году, до декабря 1903 года последовал развод.  От брака осталась дочь, Вера (1901—1945), которая в 1918—1919 годах сыграла с матерью в трёх фильмах[8].
2. Майкл Левенстон, театральный менеджер. Брак заключён 10 декабря 1903 года, 29 марта 1904 года муж умер[4]. Детей нет.
3. Генри Бересфорд (1876—1924), капитан, из рода баронов Дисиз. Брак заключён в октябре 1904 года и продолжался двадцать лет до смерти мужа. Детей нет.
4. Ральф Ранлет. Брак заключён 15 сентября 1932 года[9] и продолжался двадцать два года до смерти мужа 13 августа 1954 года. Детей нет.

## Бродвей
- 1905—1906 — Вероника[англ.] / Véronique — Агата
- 1911 — ? / La Belle Paree / Bow-Sing / Tortajada — леди Гафф Джордон
- 1911—1912 — Чародейка / The Enchantress — Вивьен Сэвори[7]

## Избранная фильмография
- 1916 — Как в зеркале[англ.] / As in a Looking Glass — Лайла Деспард
- 1916 — Решающий тест[англ.] / The Crucial Test — Таня
- 1917 — Доброволец[англ.] / The Volunteer — в роли самой себя
- 1917 — Вера, медиум[англ.] / Vera, the Medium — Вера, медиум
- 1917 — Любимая авантюристка[англ.] / The Beloved Adventuress — Джульетта Ла Монде
- 1917 — Национальный конкурс Красного Креста[англ.] / National Red Cross Pageant — Брюгге (фламандский эпизод)

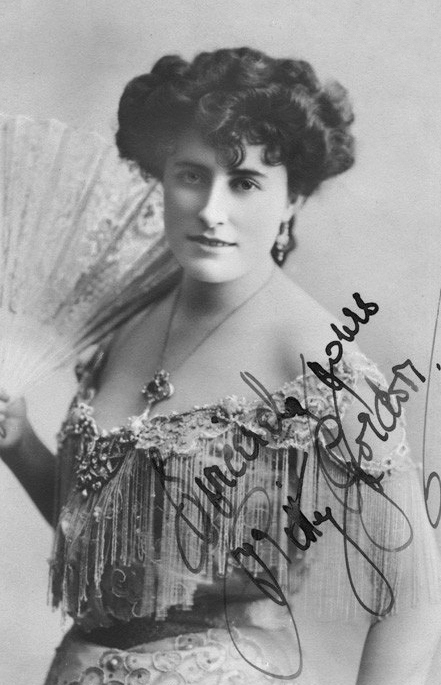
Фото начала 1900-х
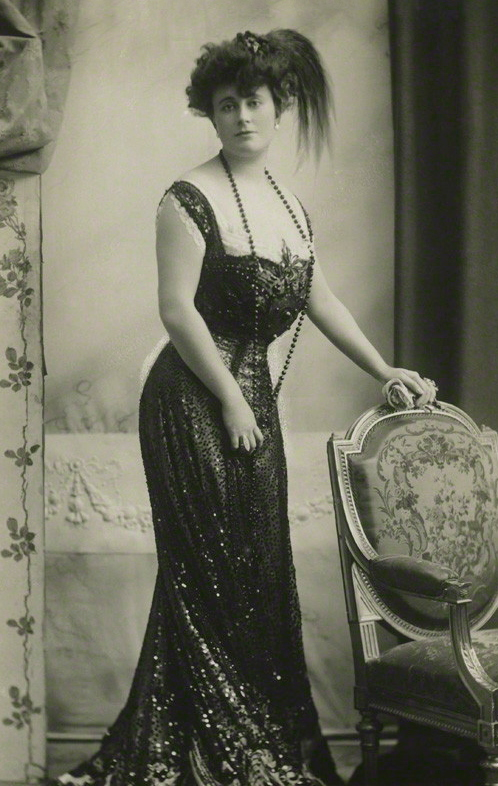
Фото 1908 года
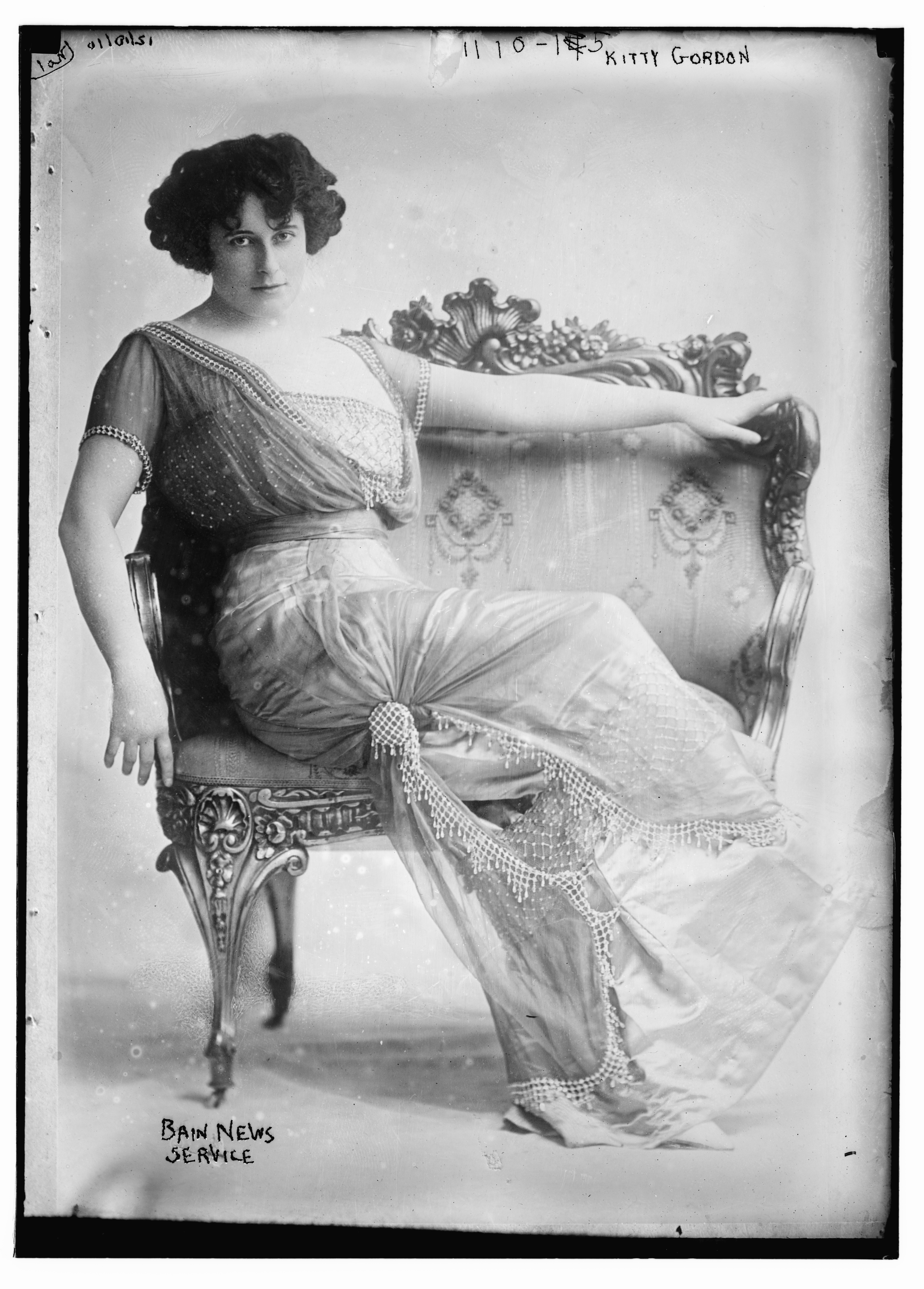
Фото 1910 года
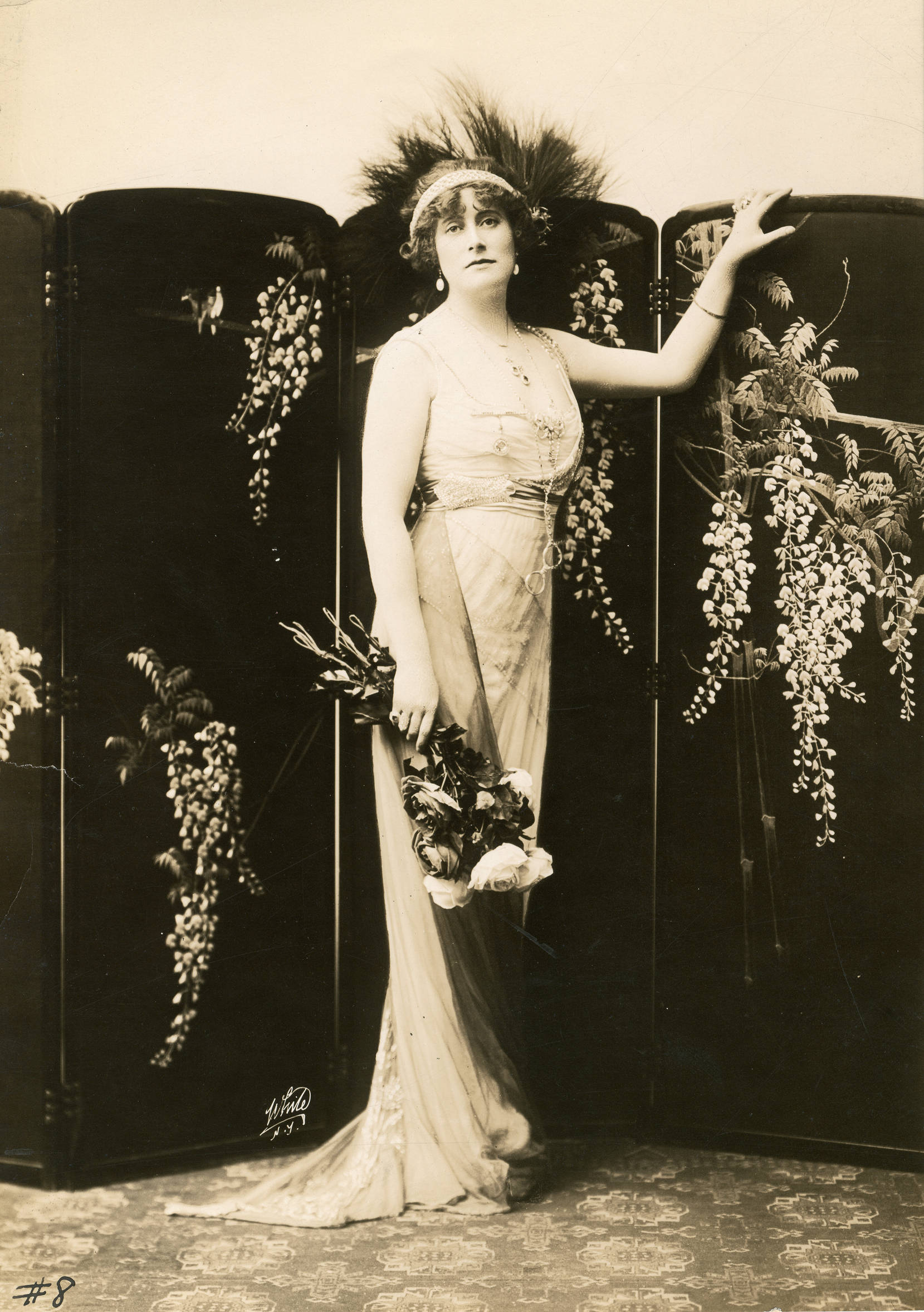
Фото 1911 года
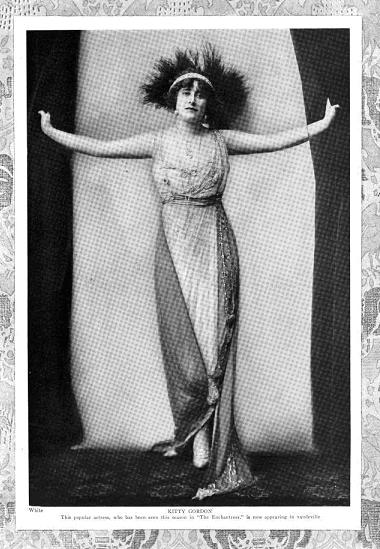
Фото 1913 года
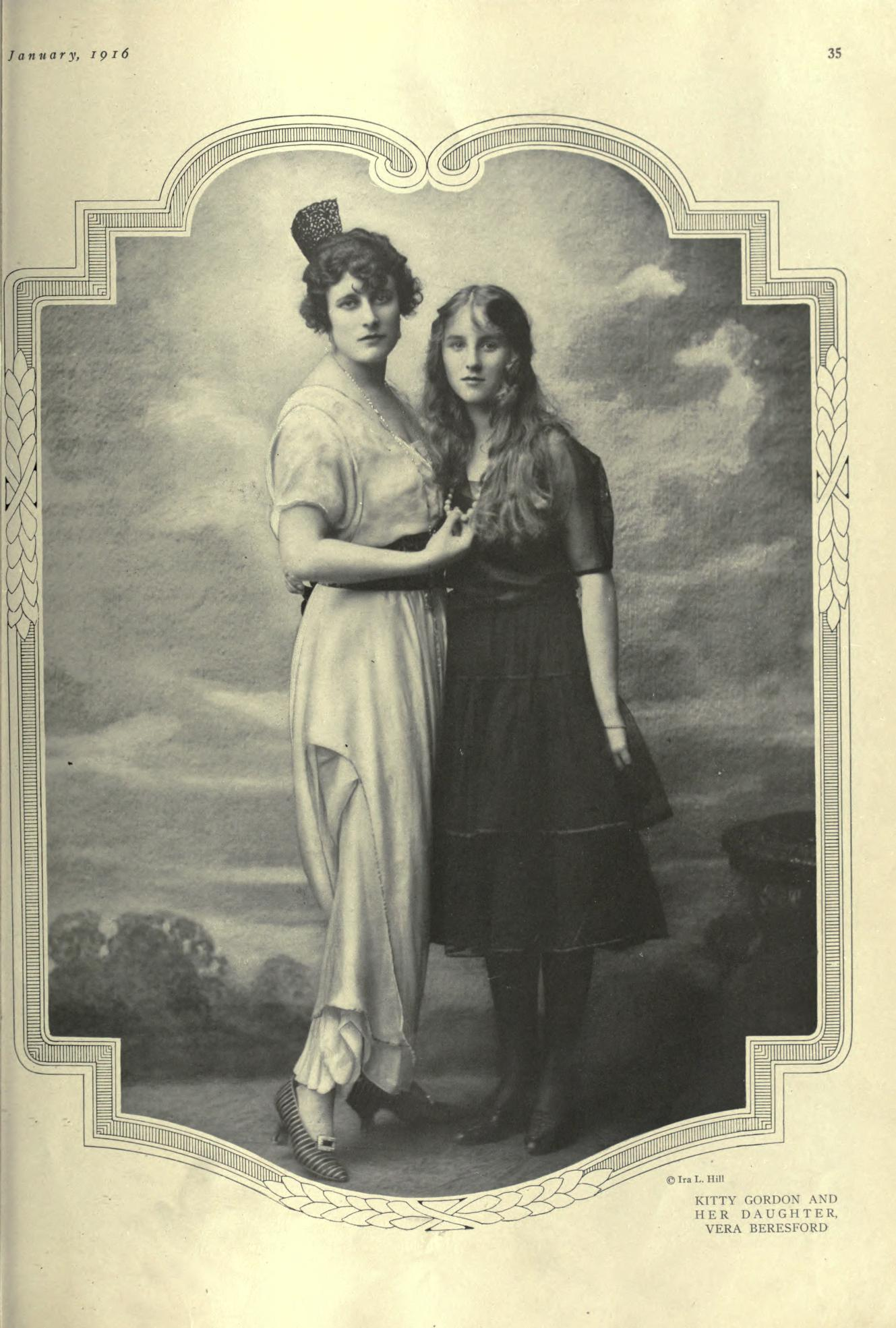
С дочерью (справа), фото 1916 года.
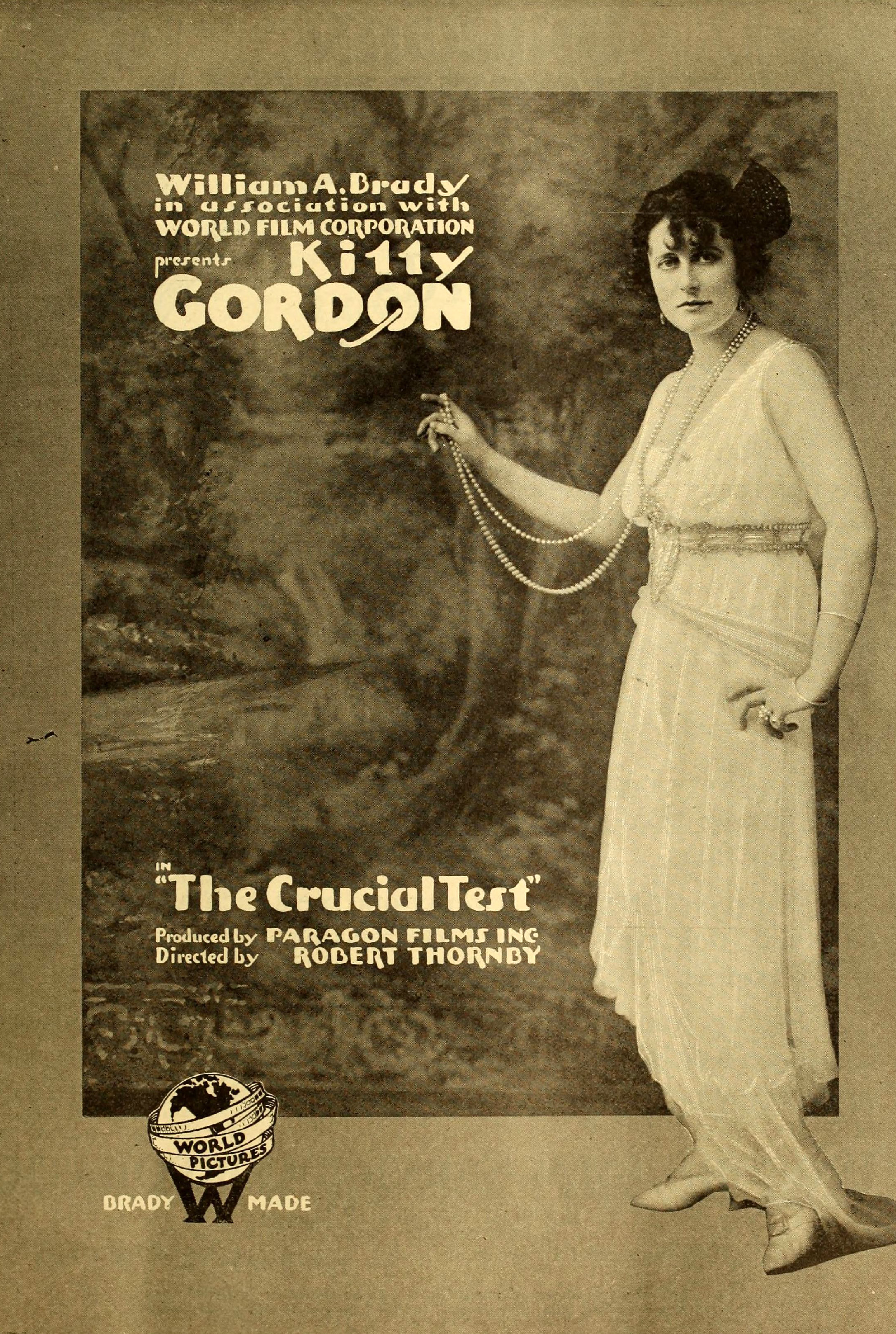
В рекламе фильма «Решающий тест[англ.]» (1916)
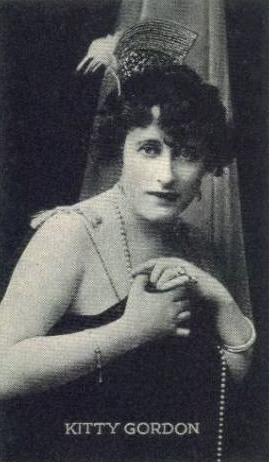
Фото 1917 года
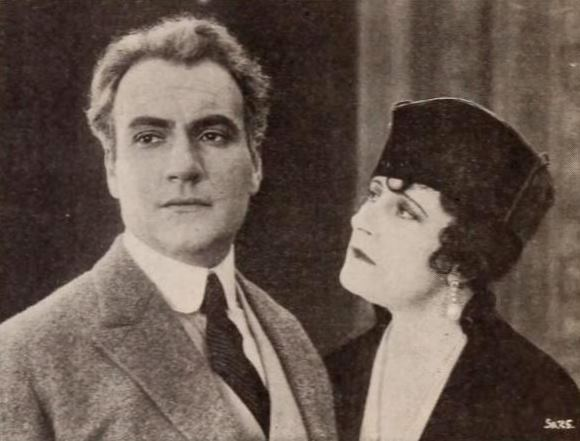
С Жаном Анжело в фильме «Божественная жертва» (1918)
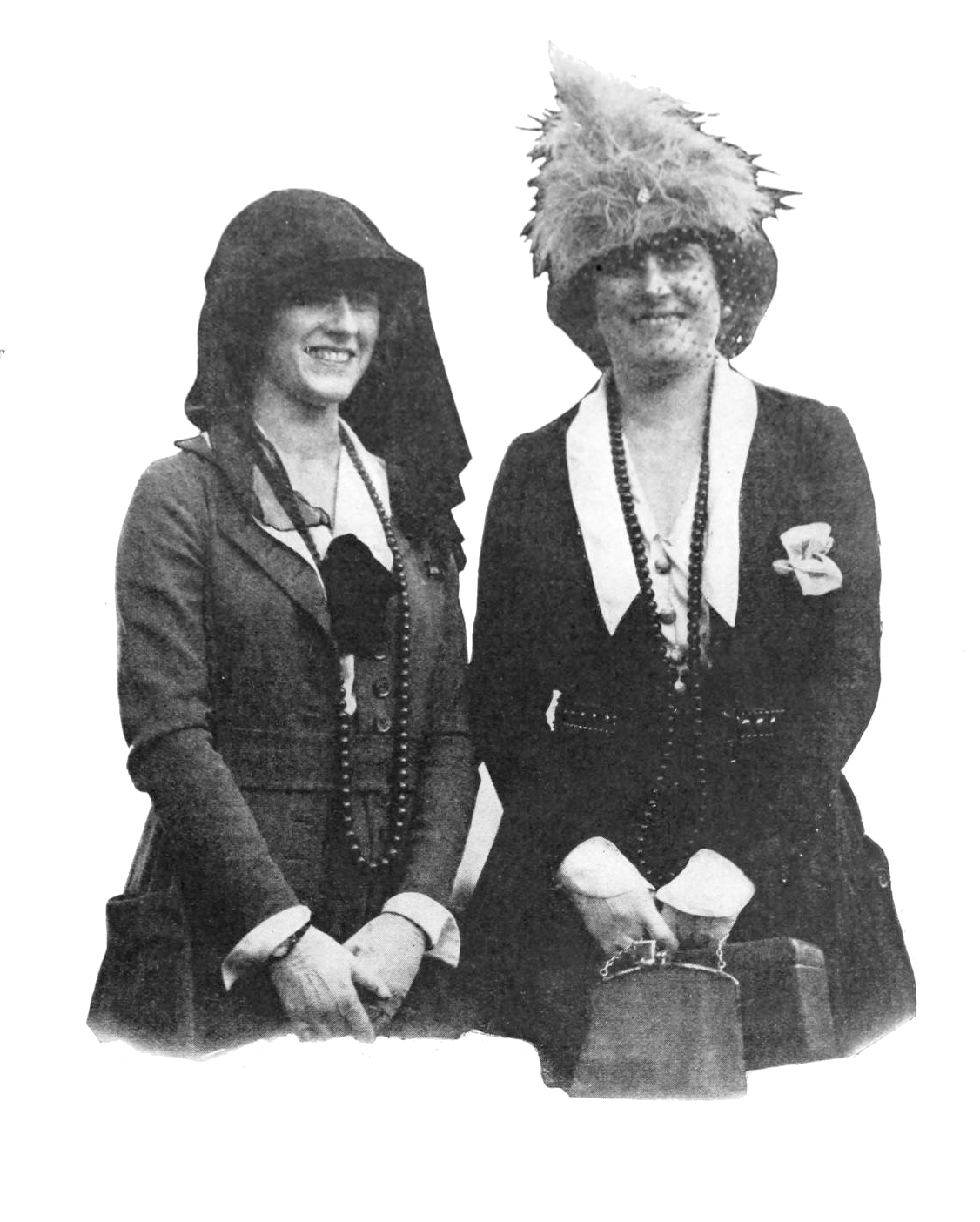
С дочерью (слева), фото 1919 года
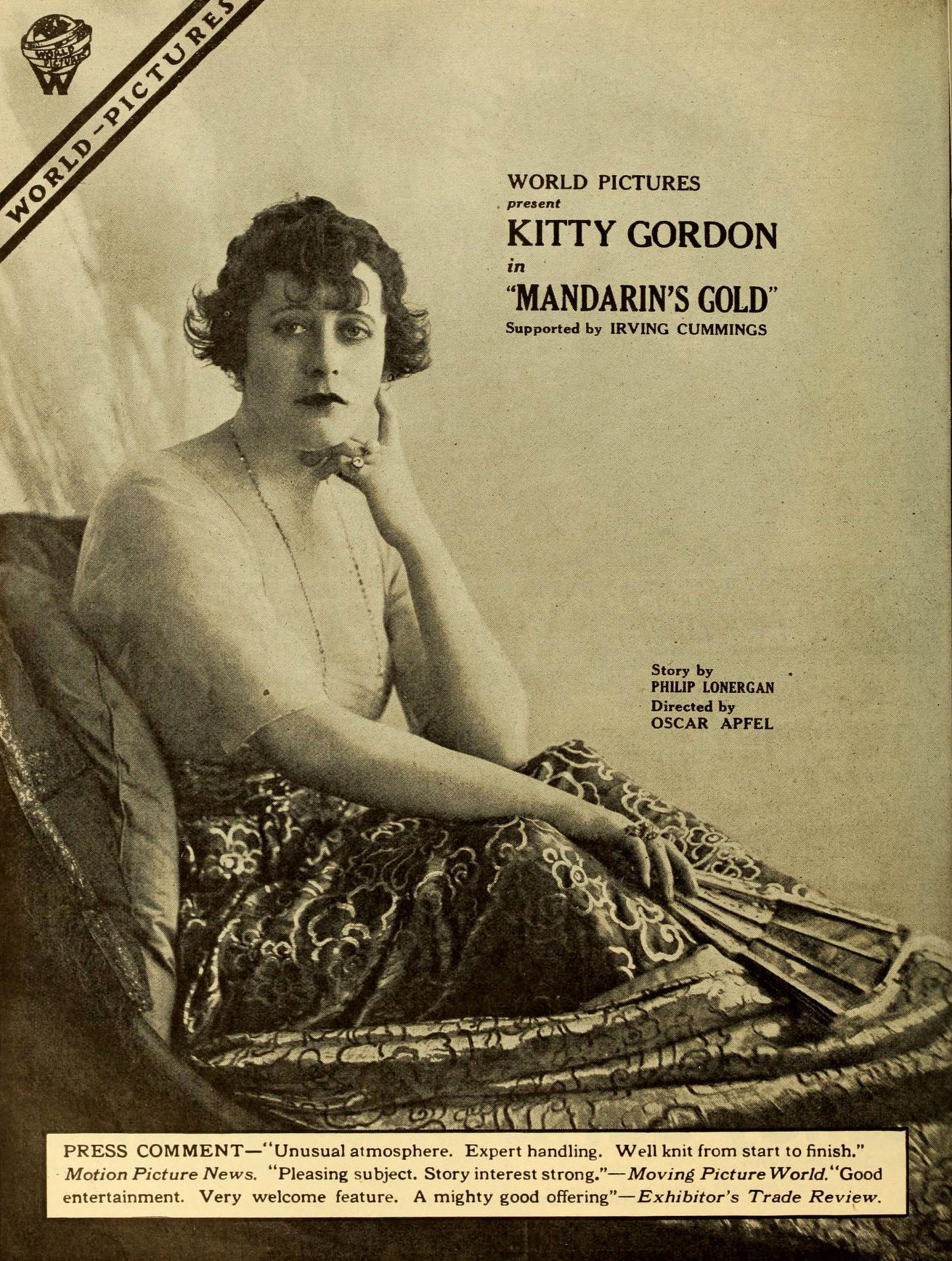
В рекламе фильма «Золото мандарина» (1919)
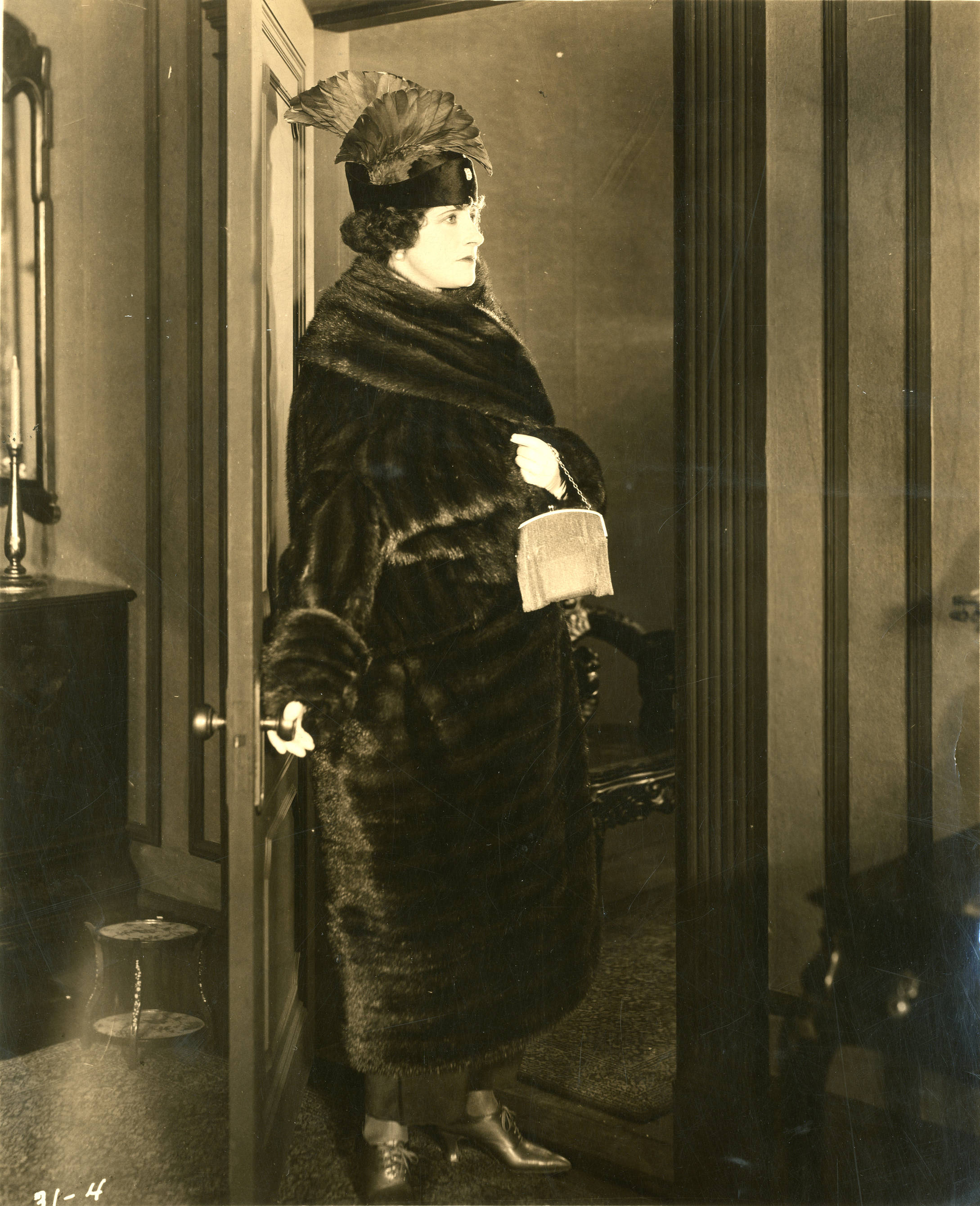
Фото 1920 года
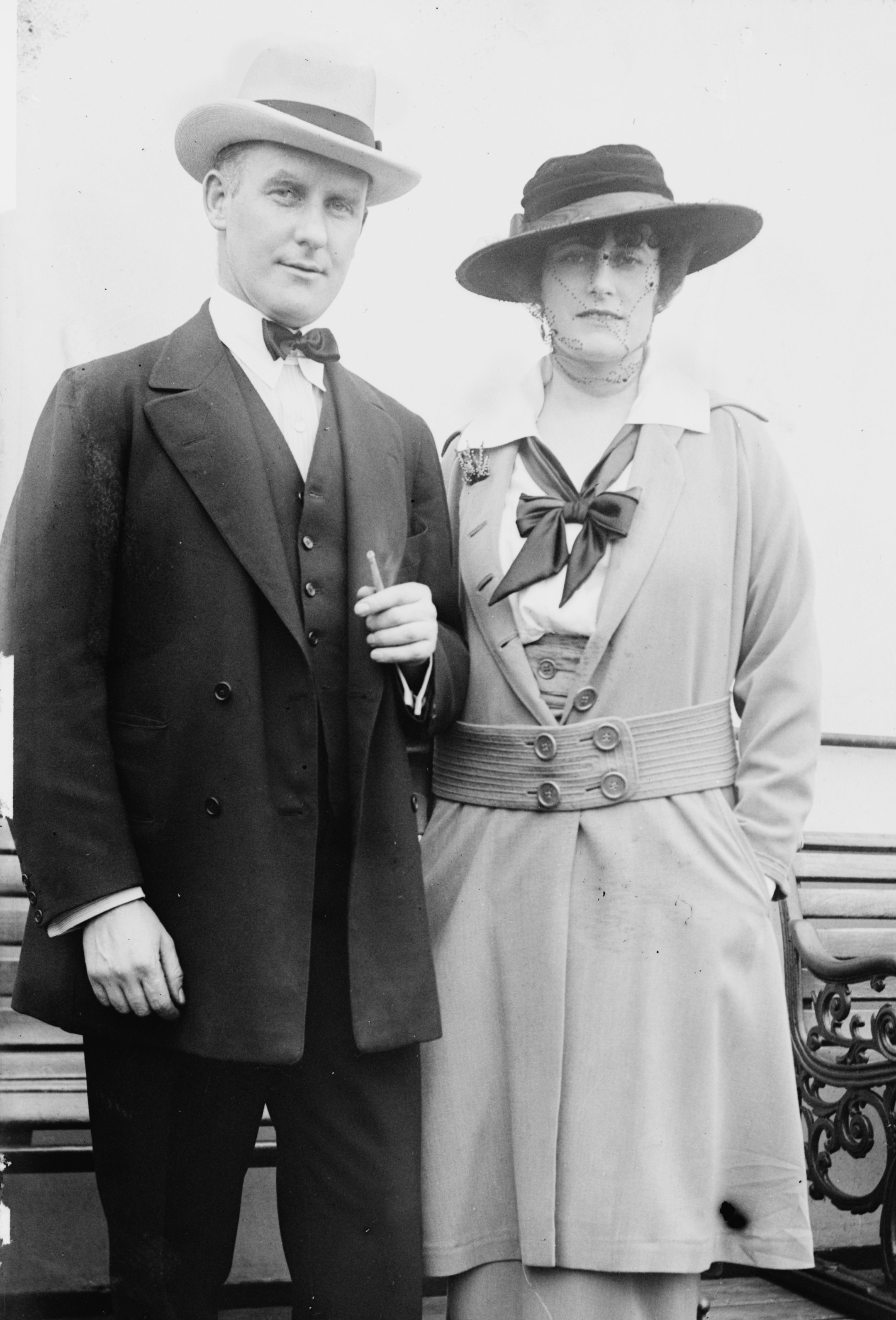
С третьим мужем, Генри Бересфордом